# ASC Jamono Fatick
Der Association Sportive et Culturelle Jamono de Fatick, auch bekannt als ASC Jamono Fatick oder Jamono Fatick, ist ein 1986 gegründeter senegalesischer Fußballverein mit Sitz in Fatick, Region Fatick. Aktuell spielt der Verein in der höchsten Liga des Landes, der Senegal Premier League.

## Erfolge
- Senegalesischer Zweitligameister: 2022/23  ▲
- Senegalesischer Drittligameister: 2016  ▲

## Stadion
Der Verein trägt seine Heimspiele im Stade Massene Sène aus Fatick aus. Das Stadion hat ein Fassungsvermögen von 2500 Personen.